# Гонорський Розумник Тимофійович
Розу́мник Тимофій́ович Гоно́рський (1791—1819) — письменник та вчений.

## З життєпису
Народився 1791 року в бідній сім'ї священика. Навчався у Тульській духовній семінарії з 1799 року, потім у ярославському Демидівському вищих наук училищі та Петербурзькому педагогічному інституті (з 1810 року).
Після закінчення інституту був направлений у Новий Оскол Курської губернії вчителем народних училищ. 1814 року вступив до Харківського університету і, здобувши ступінь кандидата словесності, викладав у Харківському інституті шляхетних дівчат та університеті.
Був високоосвіченою людиною, виступав організатором літературних вечорів і читань у Харкові, входив до складу петербурзького Вільного товариства любителів російської словесності. Редагував (разом із Г. Квіткою-Основ'яненком) журнал «Український вісник»; видав 2-томний підручник французької мови, власну художню збірку і велику теоретичну працю «Про наслідувальну гармонію слова». 
Помер 1819 року у Харкові «від нервової гарячки».
Творчу спадщину становлять теоретичні роботи («Дещо про нашу художню прозу і російську словесність взагалі»), ряд статей з проблем російського віршування, переклади античних авторів (Вергілія, Горація, Катулла, Овідія, Проперція, Тібулла), біографічні есе, власні поетичні та прозові твори.
Вийшли друком «Опыты в прозе: Разумника Гонорского с присовокуплением двух сонетов, двух романсов и одной фантазии», 1818.
Його напрацювання досліджував Дроздовський Василь Вікторович: «Р. Гонорський, „формаліст“ початку ХІХ ст.» // «Записки Історико-філологічного відділу УАН», 1928, кн. 19.